# Max Linder (artist)
Max Linder, född 7 juli 1970, är en svensk artist, kompositör och producent, samt sångare i Newtone.
Linder släppte 2011 låten Jag ska stanna hos dig.
2012 tilldelades han  stipendium av SKAP – Föreningen Svenska Kompositörer Av Populärmusik